# Phylo
Phylo is een geslacht van borstelwormen uit de familie van de Orbiniidae.

## Soorten
- Phylo capensis Day, 1961
- Phylo felix Kinberg, 1866
- Phylo fimbriata (Moore, 1903)
- Phylo foetida (Claparède, 1868)
- Phylo grubei (McIntosh, 1910)
- Phylo kubbarensis Mohammad, 1980
- Phylo kupfferi (Ehlers, 1874)
- Phylo kuwaitica Mohammad, 1970
- Phylo norvegicus (M. Sars in G.O. Sars, 1872)
- Phylo novazealandiae Day, 1977
- Phylo nudus (Moore, 1911)
- Phylo ornatus (Verrill, 1873)

### Synoniemen
- Phylo latreilli => Orbinia latreillii (Audouin & H Milne Edwards, 1833)
- Phylo minima (Hartmann-Schröder & Rosenfeldt, 1990) => Phylo felix Kinberg, 1866
- Phylo nuda (Moore, 1911) => Phylo nudus (Moore, 1911)